# Тајтусвил (Флорида)
Тајтусвил (енгл. Titusville) град је у америчкој савезној држави Флорида. По попису становништва из 2010. у њему је живело 43.761 становника.

## Демографија
Према попису становништва из 2010. у граду је живело 43.761 становника, што је 3.091 (7,6%) становника више него 2000. године.
| Група             | 2000.          | 2010.          |
| Белци             | 33.058 (81,3%) | 33.445 (76,4%) |
| Афроамериканци    | 5.142 (12,6%)  | 5.909 (13,5%)  |
| Азијати           | 383 (0,9%)     | 608 (1,4%)     |
| Хиспаноамериканци | 1.430 (3,5%)   | 2.825 (6,5%)   |
| Укупно            | 40.670         | 43.761         |